# Pudella carlae
Pudella carlae, también conocida como ciervo de Huancabamba, pudú de la yunga peruana o pudú de Huancabamba, es una especie de cérvido originario del Perú. En 2024 se descubrió que era una especie distinta del pudú del norte, del cual está separado geográficamente por la Depresión de Huancabamba. Es la primera especie de cérvidos existente descrita en el siglo XXI.

## Descripción
Pudella carlae es un cérvido rechoncho y de patas cortas. Mide 38 centímetros (15,0 plg) de alto y pesa 7 a 9 kilogramos (15,4 a 19,8 lb), lo que lo hace más grande que P. mephistophiles, la especie de cérvidos más pequeña conocida, pero aún más pequeño que Pudu puda.
El pelaje del cuerpo es áspero, largo y de color marrón anaranjado, lo que lo distingue de la coloración más oscura de las otras dos especies. La cabeza es mayoritariamente negra, aunque no tan completamente como en P. mephistophiles, ya que la coloración del cuerpo se extiende hasta la frente. Las orejas son ovaladas, contrastando con las orejas redondeadas de P. mephistophiles y las orejas puntiagudas de P. puda. La forma de los incisivos también difiere de los de otros pudus, siendo más espatulados que en P. mephistophiles. El cráneo también es diferente, siendo más alargado, con huesos premaxilares y nasales más grandes, caja cerebral más ancha y amplitud cigomática.

## Ecología y comportamiento
Pudella carlae se alimenta de helechos, así como de hojas y bayas, principalmente de arbustos y árboles pequeños, aunque se ha informado que trepa por troncos de árboles inclinados para comerse sus hojas.

## Distribución y hábitat
Pudella carlae se encuentra al sureste de la Depresión de Huancabamba en los Yungas peruanos, en bosques nubosos a lo largo del lado oriental de los Andes peruanos. Se encuentra en áreas como el parque nacional del Río Abiseo, el parque nacional Yanachaga-Chemillén, el santuario nacional Pampa Hermosa, el bosque de protección Pui Pui y el bosque de protección del Alto Mayo.
Vive en altitudes que van desde 1800 a 3300 metros (1968,5 a 3608,9 yd).

## Taxonomía
Pudu mephistophiles se dividió históricamente en dos subespecies, la subespecie tipo P. m. mephistophiles con su localidad tipo cerca de Papallacta, Ecuador, y P. m. wetmorei con su localidad tipo en el parque nacional natural Puracé, Colombia. Más tarde se descubrió que ambas eran variaciones individuales dentro de una de dos poblaciones distintas, que se extendían por Colombia, Ecuador y la parte más septentrional de Perú. La segunda población fue identificada en el centro del Perú, separada de la primera por la Depresión de Huancabamba.
Se descubrió que la población del sur era una especie distinta de P. mephistophiles en 2024. Los investigadores creyeron al principio que era una subespecie de esta última, pero finalmente fue descrita como la nueva especie P. carlae, que se distingue tanto por diferencias morfológicas como por variación genética. Se ha informado que es la primera especie de ciervo existente descubierta en el siglo XXI y la primera en el Nuevo Mundo en más de 60 años.
El estudio que describe P. carlae encontró que él y el pudú del norte, P. mephistophiles, no estaban directamente relacionados con el pudú del sur, P. puda. Como esta última es la especie tipo del género Pudu, las dos primeras fueron colocadas en el género resucitado Pudella para dar cuenta de esta distinción. Ese género se erigió originalmente en 1913 para dar cuenta de las principales diferencias entre el pudú del norte y del sur.
Ambos géneros Pudu y Pudella pertenecen a la tribu Odocoileini, que incluye al ciervo neotropical, aunque no son padres inmediatos.

### Etimología
El epíteto específico carlae honra a la bióloga Carla Gazzolo, quien salvó la vida del coautor Javier Barrio después de un problema vascular.